# Natal (prowincja)

Flaga Natalu

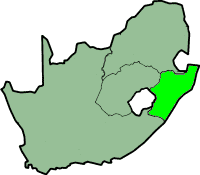
Terytorium Natalu

Natal – dawna prowincja w Południowej Afryce, mająca swoje korzenie w utworzonej przez Burów w 1839 Republice Natalu. Prezydentem republiki był Andries Pretorius. W 1842 Brytyjczycy podporządkowali sobie to terytorium, zaś w 1845 roku zostało ono przekształcone w posiadłość kolonialną Wielkiej Brytanii. W 1994 roku Natal połączono z bantustanem KwaZulu w prowincję KwaZulu-Natal.
Jednym z najsłynniejszych mieszkańców Natalu był misjonarz o. Józef Gerard OMI, którego grób obecnie jest miejscem kultu, do którego pielgrzymują tysiące pątników.